# Ann-Catrin Lofvars
Karin Ann-Catrin Lofvars, född 3 april 1952 i Mora församling, Kopparbergs län, är en svensk miljöpartistisk politiker. Hon är landstingsråd för Landstinget Dalarna och ledamot av förbundsstyrelsen för Sveriges Kommuner och Landsting.